# Trigomphus svenhedini
Trigomphus svenhedini is een echte libel uit de familie van de rombouten (Gomphidae).
De wetenschappelijke naam van de soort werd in 1933 als Gomphus svenhedini gepubliceerd door Bror Yngve Sjöstedt.